# Меримський Віктор Аркадійович
Меримський Віктор Аркадійович (15 лютого 1919 — 6 травня 2003, Москва) — радянський воєначальник, генерал-полковник. Учасник Радянсько-фінської війни та Німецько-радянської війни. Заступник Головнокомандувача Сухопутних військ із бойової підготовки — Начальник Головного управління бойової підготовки Сухопутних військ (1985—1988).

## Біографія
За твердженням краєзнавців Нікополь Дніпропетровської області України Віктор Меримський народився в цьому місті в єврейській родині. Його батько за царських часів працював маклером і займався зерновими угодами.
На службі у Червоній Армії з 1937 року. Був зарахований курсантом до Горьківського бронетанкового училища імені т. Сталіна (1938 року училище переведено до Харкова і стало іменуватися Харківським бронетанковим училищем). Закінчив училище в 1939 році.
Брав участь у Радянсько-фінській війні 1939—1940 років. Член ВКП(б) із 1940 року.
Брав участь у Німецько-радянській війні з 26 червня 1941 року, командир танкового взводу. У бою 17 липня 1941 був поранений, але залишився в строю.
З червня 1942 року майор Меримський обіймав посади старшого помічника начальника та начальника оперативного відділу штабу 17-го танкового корпусу. Меримський брав участь у розробці операцій, які 17-й ТК (пізніше перетворений на 4-й Гв. ТК) проводив на Донбасі, на Курській дузі, і в Україні.
У 1944 був старшим помічником начальника оперативного відділу штабу 4-го гвардійського танкового корпусу. Закінчення Німецько-радянської війни підполковник Меримський зустрів на посаді начальника штабу 3-ї гвардійської мотострілецької Ямпільської Червонопрапорної, орденів Суворова, Кутузова бригади 4-го гвардійського танкового Кантемирівського корпусу 5-ї гвардійської армії1-го Українського.
На фронті був нагороджений двома орденами Червоної Зірки (31.12.1942, 20.02.1943), орденом Червоного Прапора (5.05.1944), орденом Вітчизняної війни 1-го ступеня (18.02.1944).
У повоєнний час закінчив Військову академію бронетанкових військ та Військову академію Генерального штабу ЗС СРСР. На початку 1960-х років служив начальником штабу 5-ї гвардійської танкової армії у Білоруському військовому окрузі. З вересня 1963 року — начальник штабу — перший заступник командувача 5-ї гвардійської танкової армії. З липня 1964 — начальник управління бойової підготовки та військово-навчальних закладів штабу Прикарпатського військового округу.

З січня 1967 року — командувач 8-ї танкової армії Прикарпатського військового округу. У 1968 році брав участь в операції «Дунай» щодо введення радянських військ до Чехословаччини на цій посаді. З грудня 1969 року — перший заступник командувача військ Далекосхідного військового округу. З червня 1974 — заступник начальника Головного управління бойової підготовки Сухопутних військ. Із серпня по листопад 1979 року за наказом Міністра оборони СРСР генерал-лейтенант Меримський у складі робочої комісії під керівництвом генерала армії Павловського І. Г. перебував в Афганістані з метою вивчення політичної обстановки та всебічної оцінки стану урядових військ ДРА:
В этой связи очень убедителен генерал-полковник Меримский В. А.. Его как-то незаслуженно подзабыли, а ведь он более 4-х лет являлся одним из руководителей оперативной группы МО СССР. Он и до ввода войск в течение нескольких месяцев 1979 г. в составе группы Главкома Сухопутных войск генерала армии И. Павловского объездил практически все гарнизоны, армейские корпуса, дивизии и части афганских войск и великолепно владел информацией от самых низов до министерства обороны ДРА. Он знал лично и часто встречался с Тараки, Амином, а позже и Кармалем, давая чёткие, с глубоким знанием дела оценки обстановки, а также меткие характеристики всем троим лидерам ДРА.— Из книги "Мой Афганистан". Олег Брылев
За спільною оцінкою, даною Павловським і Меримським Політбюро ЦК КПРС, введення радянських військ до Афганістану було вказано як недоцільне.
За рішенням керівництва ЗС СРСР Меримський приступає до контролю за розгортанням з'єднань і військових частин, що готуються до введення в Афганістан і приведення їх до бойової готовності.
З 1979 по 1984 рік — заступник начальника Оперативної групи Міністерства оборони СРСР ДРА. Несе відповідальність за підготовку та керівництво бойовими діями частин та підрозділів ОКРВА та урядових військ ДРА.
Діяльність Меримського щодо планування та керівництва бойовими діями викликала неоднозначне ставлення до нього з боку підлеглих. З одного боку, Меримський безумовно зробив великий внесок у приведення 40-ї армії до бойової готовності. З іншого боку, деякі помилки у плануванні перших бойових дій під час Афганської війни призвели до невиправданих великих втрат радянських військовослужбовців. Подібними подіями, що відбулися в ході бойових дій під управлінням Меримського, були бій біля кишлаку Шигал підрозділів 103 повітряно-десантної дивізії і бій біля кишлаку Хара підрозділів 66-ї окремої мотострілецької бригади. За спогадами Олександра Лебедя, офіцери та солдати ОКСВА охрестили Меримського «сива смерть».
З 1985 по 1988 роки — заступник Головнокомандувача Сухопутних військ із бойової підготовки — начальник Головного управління бойової підготовки Сухопутних військ.
1988 року вийшов у відставку. Жив у Москві. Помер 2003 року.

## Наукові праці
Меримський активно займався питаннями, пов'язаними з оновленням програми навчання військовослужбовців сухопутних військ у зв'язку з вимогами сучасності і досвідом, здобутим в Афганській війні. Для нього стала очевидною необхідність кардинального перегляду усталеного десятиліттями післявоєнного періоду комплексу бойової підготовки сухопутних військ, а також необхідності навчання офіцерів із правильної організації функціонування військових частин поза межами положень, описаних у загальновійськових статутах та службових інструкціях.
У 1987 року за редакцією Меримського видаються такі навчальні посібники:
- «Тактична підготовка мотострілецьких та танкових підрозділів»[12];
- «Підготовка снайперів. Навчально-методичний посібник»[13];
- «Довідник сержанта мотострілецьких (танкових) військ»[14].

У 1988 під редакцією Меримського випускається повноцінний навчальний посібник для командирів військових частин: «Командир полку». Ця праця увібрала у собі весь досвід військового будівництва та методи раціонального управління військами. У ньому Меримський дав докладні рекомендації командирам частин із багатьох аспектів управління військовою частиною у мирний та воєнний час, таким як:
- вибудовування взаємовідносин із підлеглими;
- зміцнення дисципліни та згуртування військового колективу;
- господарювання військової частини;
- створення фінансової дисципліни;
- робота з офіцерським складом;
- і багато іншого.

У тому ж 1988 під керівництвом Меримського виходить навчальний посібник для військовослужбовців сухопутних військ: «Прийоми і способи дій солдата в бою». У цьому творі були узагальнені тактичні прийоми з досвіду, здобутого при веденні бойових дій в Афганістані, та детально розписані рекомендації, які раніше не входили до програми тактичної підготовки військовослужбовців сухопутних військ ЗС СРСР. Наприклад:
- дії військовослужбовців щодо виявлення та знешкодження мін-пасток;
- тактичні прийоми бою в міських умовах;
- тактичні прийоми під час штурму будівель;
- тактичні прийоми в бою в гірській місцевості та подолання перешкод у горах.

Також Меримським були написані мемуари, присвячені подіям Афганської війни:
- «У гонитві за „Левом Панджшера“». — Москва, 1993.
- «Загадки афганської війни». — М., 1993. - ISBN 5-9533-1569-4[17]
- «Кабул — Москва. Війна на замовлення». // Військово-історичний журнал. — 1993. — № 10-12; 1994. — № 1.
- «У боях із моджахедами». // Військово-історичний журнал. — 1994. — № 8.

## Військові звання
- генерал-майор танкових військ (8.08.1955)
- генерал-лейтенант (16.06.1965)
- генерал-полковник (25.04.1975)

## Нагороди
- Орден Леніна,
- Два ордени Жовтневої революції,
- Два ордени Червоного Прапора,
- Два ордени Вітчизняної війни (I ступеня),
- Три ордени Червоної Зірки,
- Орден «За службу Батьківщині у Збройних Силах СРСР» ІІІ ступеня,
- Медалі СРСР,
- Ордени та медалі іноземних держав.